# 3260 Vizbor
3260 Vizbor là một tiểu hành tinh vành đai chính với chu kỳ quỹ đạo là 1219.6470504 ngày (3.34 năm).
Nó được phát hiện ngày 20 tháng 9 năm 1974.